# Сан-Мартин (футбольный клуб, Мендоса)
Атлетико Клуб «Сан-Мартин» (исп. Atlético Club San Martín) — аргентинский футбольный клуб, представляющий город Сан-Мартин, провинция Мендоса.

## История
Спортивный клуб «Сан-Мартин» был основан 22 декабря 1927 года. «Сан-Мартин» принимает гостевые команды на стадионе Хенераль Хосе де Сан-Мартин, вмещающем 8 782 зрителя.
«Сан-Мартин» входит в так называемую «большую четвёрку футбола Мендосы», куда помимо неё входят клубы «Годой Крус», «Индепендьенте Ривадавия» и «Химнасия и Эсгрима». Кроме того, принципиальным соперником для «Сан-Мартина» является одноимённый клуб «Сан-Мартин» из города Сан-Хуан.
«Сан-Мартин» девять раз играл в Примере, в турнире Насьональ: в 1967, 1969, 1971, 1972, 1973, 1974, 1976, 1978 и 1980 годах. Кроме того он ещё 8 раз становился победителем Лиги провинции Мендоса, в период с 1963-го по 2009-й год.
Примечательно, что скромный «Сан-Мартин» имеет положительную статистику личных встреч с одним из ведущих и знаменитых футбольных команд Аргентины «Бокой Хуниорс» в рамках Примеры: из 4-х матчей «Сан-Мартин» выиграл в двух и две свёл вничью, не проиграв ни одного с общей разницей мячей 3:1.
В марте 2012 года был открыт Музей Клуба Атлетико «Сан-Мартин» имени Эмилио Менендеса (исп. Museo Emilio Menéndez del Atlético Club San Martín), посвящённый истории команды.

## Достижения
- Торнео Архентино A: 1

1996/97